# Pseudoconnarus rhynchosioides
Pseudoconnarus rhynchosioides é uma espécie  de planta com flor pertencente à família Connaraceae.
A autoridade científica da espécie é (Standl.) Prance, tendo sido publicada em Memoirs of The New York Botanical Garden 15: 132. 1966.

## Brasil
Esta espécie  é nativa e não endémica do Brasil, podendo ser encontrada na Região Norte. Em termos fitogeográficos pode ser encontrada no domínio da Amazônia.
Ocorre um táxons infra-específicos no Brasil.